# G-구역

g-오비탈(g-block)은 주기율표에서 121-138, 171-188번 원소들을 말한다. 현재 이에 속한 어떠한 원자도 관찰이 되지 않고 있다. 한편, 173번 이상의 원자는 이론적으로 존재하는지 입증되지 않았다.

## 같이 보기
- 전자 배열
- 확장 주기율표